# B.o.B
B.o.B, pseudonimo di Bobby Ray Simmons Jr., conosciuto anche come Bobby Ray (Winston-Salem, 15 novembre 1988), è un rapper e produttore discografico statunitense.
Sei volte nominato ai Grammy Award, ha ottenuto successo dal 2010, pubblicando numerosi singoli e collaboratori di successo, tra cui Nothin' on You con Bruno Mars, Airplanes con Hayley Williams, So Good, Magic e Price Tag di Jessie J.
Dall'inizio della sua carriera ha pubblicato otto album in studio, di cui quattro tramite la propria etichetta discografica No Genre fondata nel 2014. Grazie ai successi ottenuti ha venduto oltre 35 milioni di copie tra singoli e album arrivando a collaborare con numerosi artisti internazionali, tra i quali Eminem, Taylor Swift, Lil Wayne, T.I., Katy Perry, Chris Brown, Ty Dolla Sign, Kendrick Lamar, Kanye West, Victoria Monét e Nicki Minaj.

## Biografia

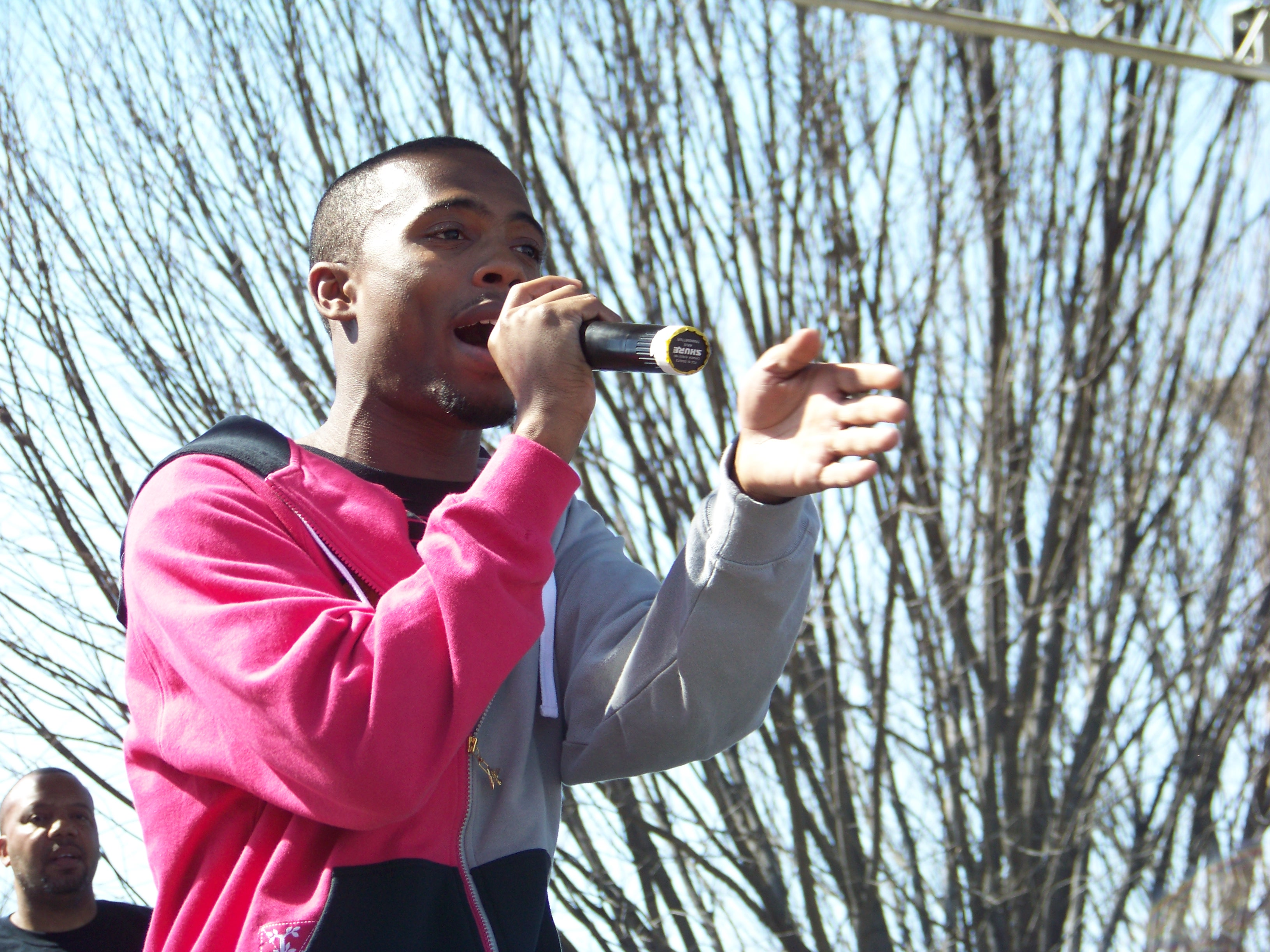
B.o.B ad Atlanta nel 2008.

Appassionatosi alla musica sin da giovane età (7 anni), ha iniziato a suonare la tromba e altri strumenti musicali mentre frequentava le scuole elementari. In seguito, Ray ha creato un duo di produzione noto come The Klinic. La svolta è arrivata a quindici anni, quando il suo manager, B-Rich, ha venduto uno dei suoi pezzi musicali a Citty, un artista della Slip-n-Slide Records.
B.o.B ha iniziato ad ottenere una certa popolarità nel 2007, dopo il successo del brano Haterz Everywhere, i suoi mixtape iniziarono a raggiungere notorietà sul web e nell'underground, successivamente, nel 2008 è stato diffuso il brano I'll Be in the Sky.
Il successo effettivo, dopo diverse collaborazioni con artisti di rilievo tra cui Solange Knowles, Lupe Fiasco e Pitbull, è arrivato con il primo album B.o.B Presents: The Adventures of Bobby Ray, pubblicato nell'aprile 2010 dall'etichetta discografica di T.I. Grand Hustl e contenente numerose partecipazioni di artisti noti come T.I., Playboy Tre, Hayley Williams (dei Paramore), Rivers Cuomo (dei Weezer), Janelle Monáe e Eminem.
L'album è stato anticipato dal singolo Nothin' on You, brano registrato insieme a Bruno Mars e di successo nelle classifiche. La promozione è poi proseguita con il secondo singolo Airplanes, in collaborazione con Hayley Williams dei Paramore, che ha raggiunto la prima posizione della classifica neozelandese dei singoli. Dopo alcuni mesi pubblica i singoli Magic e Don't Let Me Fall, a distanza di circa 20 giorni tra loro. In un quadro generale, l'album sfornò due singoli di successo internazionale, Nothin' on You e Airplanes, e l'album in sé ebbe un buon successo in patria, ciò diede al rapper la notorietà internazionale e l'opportunità di diventare uno dei rapper più famosi in patria. Inoltre nel 2011 prestò voce al brano Price Tag, della cantante Jessie J, brano che raggiungerà un grande successo globale. Il 15 dicembre del 2011 è stato pubblicato il remix in cui ha partecipato del brano The One That Got Away di Katy Perry.

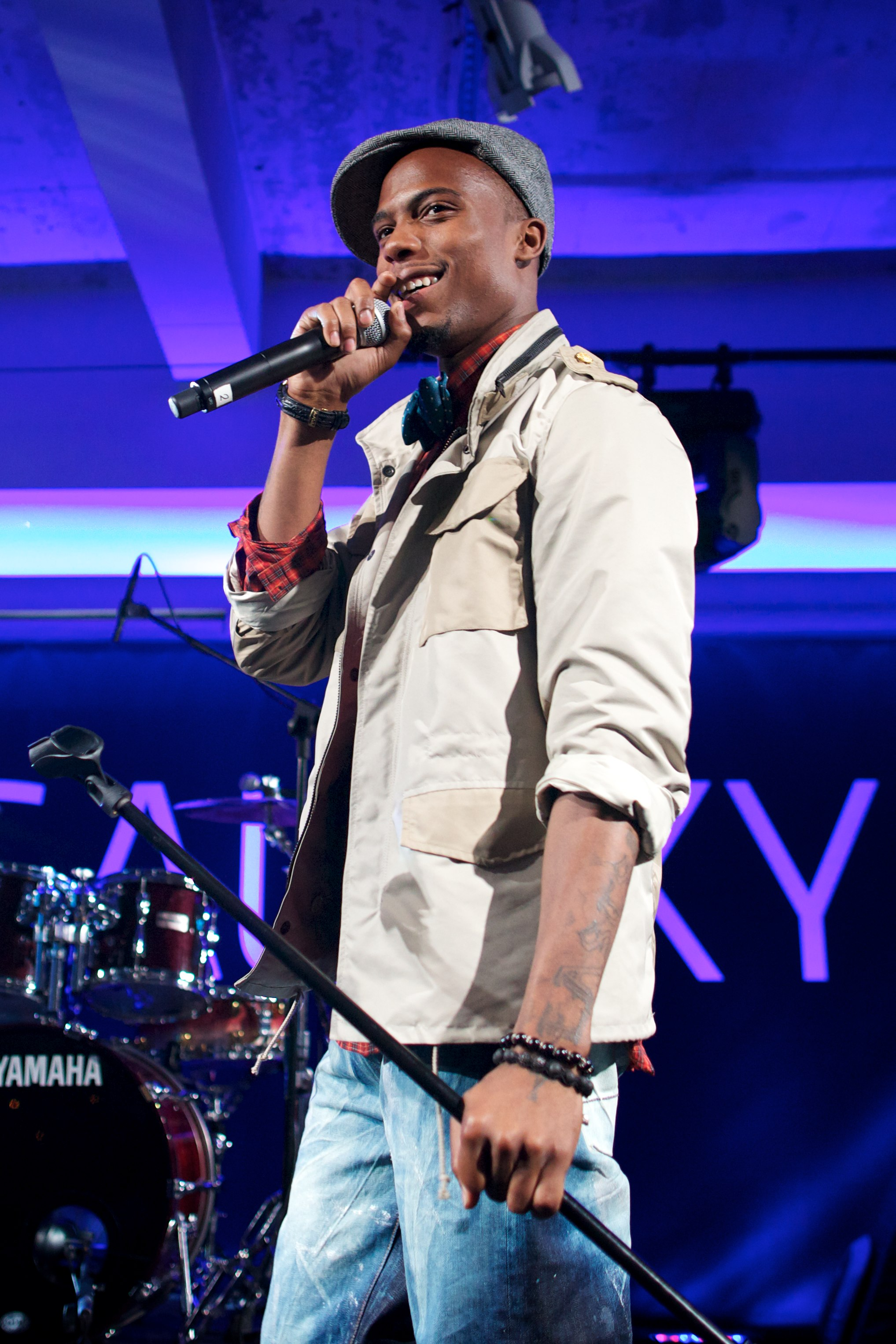
B.o.B durante un concerto nel 2010.

Nel 2012 pubblica il suo secondo album intitolato Strange Clouds e viene lanciato come primo singolo, l'omonimo Strange Clouds, in collaborazione con Lil Wayne, che verrà ben accolto in patria, il secondo singolo, So Good, sarà un brano che otterrà un buon successo internazionale, il terzo singolo Both of Us, cantato con Taylor Swift, otterrà un buon successo nei paesi anglofoni. Verrà infine estratto il singolo Out of My Mind, cantato insieme alla rapper trinidadiana Nicki Minaj.
A gennaio del 2013 il rapper pubblica We Still in This Bitch, che figura la collaborazione di T.I. e Juicy J, singolo che preannuncia l'uscita di un nuovo album, il brano raggiungerà la posizione numero 54 della Billboard Hot 100, ottenendo il disco d'oro. Il 21 maggio dello stesso anno venne pubblicato HeadBand, secondo singolo d'anticipazione che raggiungerà un buon successo in patria. A metà dicembre 2013 viene pubblicato il suo nuovo album Underground Luxury, che riuscirà a raggiungere la 22ª posizione nella Billboard 200, risultando un flop nelle vendite. Successivamente verranno pubblicati i singoli Ready e John Doe, che non otterranno un buon successo, quest'ultimo farà tiepide apparizioni in diverse classifiche. Il 14 ottobre del 2014 esce Not for Long, brano in cui duetta con Trey Songz, che verrà pubblicato come singolo non contenuto in nessun album, e raggiungerà l'80ª posizione in patria.
Nell'agosto del 2015 pubblica il suo quarto album, Psycadelik Thoughtz, che presenta sonorità molto diverse ai precedenti album del rapper in quanto vede forti influenze di musica psichedelica. L'album, a causa della totale assenza di promozione e della pubblicazione solo in versione digitale, non riscontra alcun successo, debuttando alla 97ª posizione nella Billboard 200. Nel settembre del 2017 decide di creare una raccolta fondi sul sito GoFundMe con come obiettivo 200.000 dollari (in seguito alzato ad un milione) per lanciare uno o più satelliti nello spazio con lo scopo di "scoprire la curva", ovvero per confutare o meno le sue tesi terrapiattiste. Poco dopo, sorprende i fan con un progetto intitolato “The Upside Down” e pubblicato interamente sulla sua pagina di Instagram.
L'anno successivo dà luce a NAGA, sesto album in studio composto da dieci tracce, seguito da Southmatic nel 2019 e Somnia nel 2020, prodotti tramite la sua etichetta indipendente.

## Influenze e approccio musicale
B.o.B ha descritto le sue influenze musicali derivanti principalmente dagli anni '80, e dai generi musicali techno, rock, funk, anche doo-wop. In un'intervista del 2012 con HipHopDX,  il rapper e produttore ha definito OutKast, Goodie Mob, Trillville, Lil Jon & the East Side Boyz come gli artisti che hanno maggiormente influenzato la sua ascesa nell'industria discografica, raccontando: «Tutti loro hanno avuto un ruolo enorme nella creazione del suono che avevo. Quando sei ad Atlanta, Georgia, vedi tutto, ma mi sono comunque avventurato in altri generi e provenienze artistiche». Nella stessa intervista afferma di essere un seguace di Eminem.
In differenti interviste B.o.B ha affrontato la sua doppia personalità in termini artistici e di composizione die propri brani musicali: l'alter ego B.o.B è responsabile della musica pop, trap e Club, mentre Bobby Ray è il polistrumentista più sentimentale che condivide le sue opinioni attraverso il rap volto alle tematiche sociali e la musica rock. Il rapper è inoltre un pianista e chitarrista.

## Discografia

### Album in studio
- 2010 - B.o.B Presents: The Adventures of Bobby Ray
- 2012 - Strange Clouds
- 2013 - Underground Luxury
- 2015 - Psycadelik Thoughtz
- 2017 - Ether
- 2018 - NAGA
- 2020 - Somnia

### Raccolte
- 2016 - Elements

### EP
- 2007 - Eastside
- 2008 - 12th Dimension

### Singoli
- 2010 - Nothin' on You (feat. Bruno Mars)
- 2010 - Don't Let Me Fall
- 2010 - Airplanes (feat. Hayley Williams)
- 2010 - Magic (feat. Rivers Cuomo)
- 2011 - I'll Be in the Sky
- 2011 - Strange Clouds (feat. Lil Wayne)
- 2011 - Play the Guitar (feat. André 3000)
- 2012 - So Good
- 2012 - Both of Us (feat. Taylor Swift)
- 2012 - Out of My Mind (feat. Nicki Minaj)
- 2013 - We Still in This Bitch (feat. Juicy J & T.I.)
- 2013 - HeadBand (feat. 2 Chainz)
- 2013 - Ready (feat. Future)
- 2013 - John Doe (feat. Priscilla Renea)
- 2014 - Not for Long (feat. Trey Songz)
- 2015 - Back and Forth
- 2016 - Roll Up (feat. Marko Penn)
- 2016 - 4 Lit (feat. Ty Dolla $ign & T.I.)
- 2017 - Mr. Mister
- 2017 - Finesse
- 2018 - Cuello
- 2018 - Good Nigger Sticker
- 2018 - Gerald LeVert
- 2020 - Slizzy Sity
- 2020 - After Hourzzz
- 2020 - ZZZ's